# Pål Sletaune
Pål Sletaune est un réalisateur, scénariste et producteur norvégien, né à Oslo le 4 mars 1960.

## Filmographie

### Réalisateur
- 1994 : Eating Out (court métrage)
- 1997 : Junk Mail (Budbringeren)
- 2001 : Amatørene
- 2005 : Next Door (Naboer)
- 2011 : Babycall
- 2020 : 22. juli (série tv - 6 épisodes)

## Prix
- 1997 : Amandaprisen du meilleur film pour Junk Mail (Budbringeren)